# Kölner Randkanal

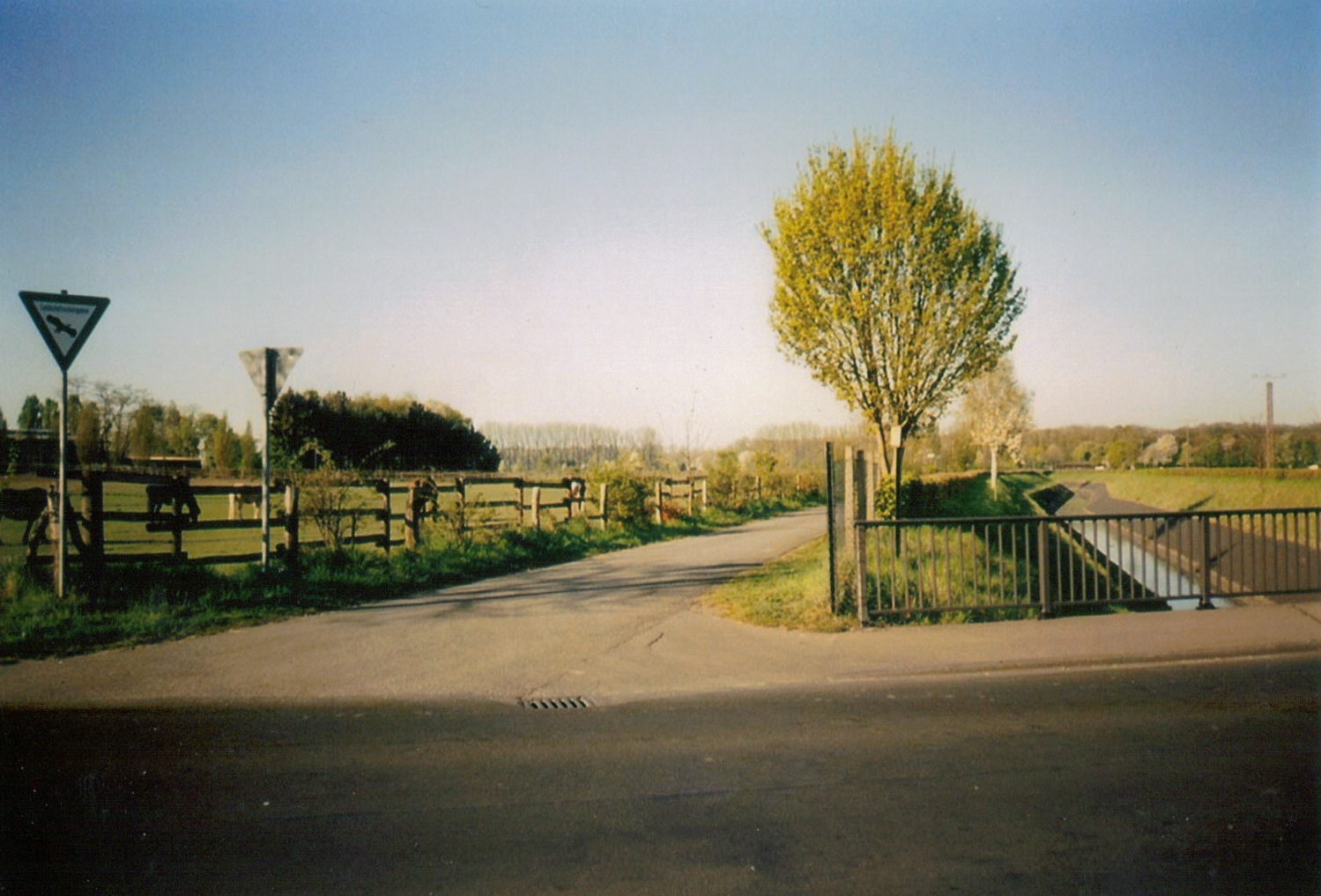
Der Randkanal (rechts) bei Roggendorf

Der Kölner Randkanal ist ein fast 20 Kilometer langer Entwässerungskanal, der zwischen 1954 und 1959 angelegt wurde. Er verläuft entlang der nördlichen und westlichen Kölner Stadtgrenze an Köln-Widdersdorf und durch Köln-Lövenich und mündet bei Köln-Worringen verrohrt in den Rhein. Der Kanal wird von einem Zweckverband betrieben, an dem die Industrie und die anliegenden Kommunen beteiligt sind.

## Zweckbestimmung

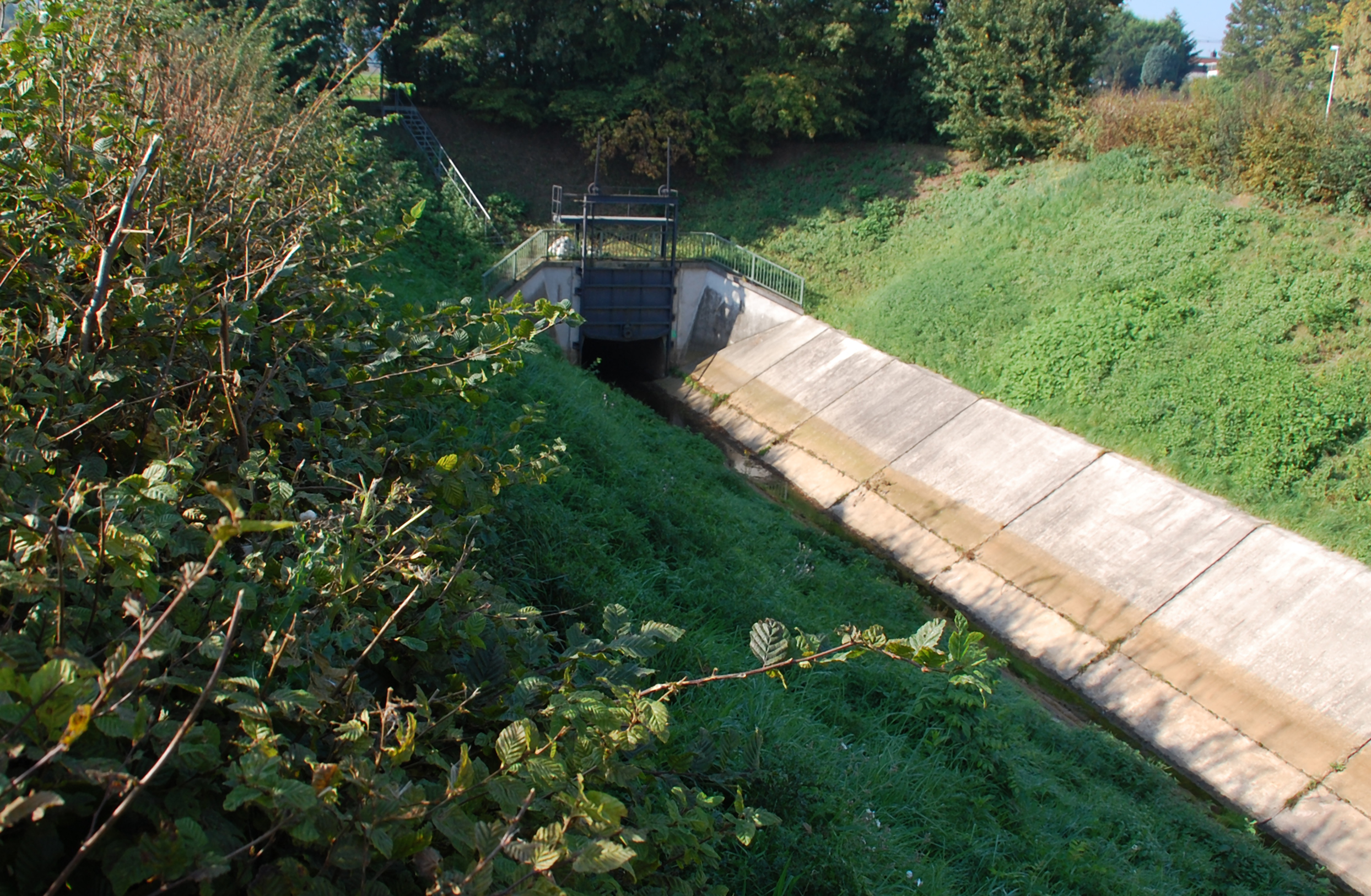
Kölner Randkanal am Austritt aus dem Ville-Stollen nahe Frechen-Königsdorf

Der Kanal dient hauptsächlich der Wasserhaltung der rheinischen Braunkohletagebaue bei Frechen. Zusätzlich unterstützt er die Entwässerung des Rhein-Erft-Kreises und nimmt die gereinigten Abwässer der Klärwerke von Pulheim, Frechen, Hürth und der Kölner Stadtteile Esch, Auweiler, Pesch und Widdersdorf auf. Die Stadt Dormagen und die Ineos Köln in Köln-Worringen verfügen über direkte Einleitungsrechte. Der Südliche Randkanal nimmt heute im allersüdlichsten Teil am alten Klärwerk in Hermülheim nur noch Regenwasser bei Starkregen auf. Er mündet in Lövenich in den von Frechen kommenden Randkanal.
Geklärte Abwässer aus den weiter östlich gelegenen Teilen Kölns und dem Rhein-Erft-Kreis werden durch den Vorfluter Süd zum Rhein bei Rodenkirchen abgeführt. Mit dem Vorfluter Süd ist der Abwasser-Ring um das linksrheinische Kölner Stadtgebiet geschlossen.
Neben der Abführung von geklärtem Abwasser der Kommunen in der Kölner Bucht dient der Randkanal seit der Sanierung in den Jahren 2010–2015 auch wieder dem Hochwasserschutz an der Erft. Durch ein Abschlagwehr nahe dem Kerpener Ortsteil Horrem-Götzenkirchen kann der Erftflutkanal teilweise gestaut werden und entsprechende Wassermengen in die Zuführungskanäle zum Pumpwerk Götzenkirchen und durch den Ville-Stollen in den Randkanal und damit in den Rhein abgeleitet werden.

## Teile der Anlage

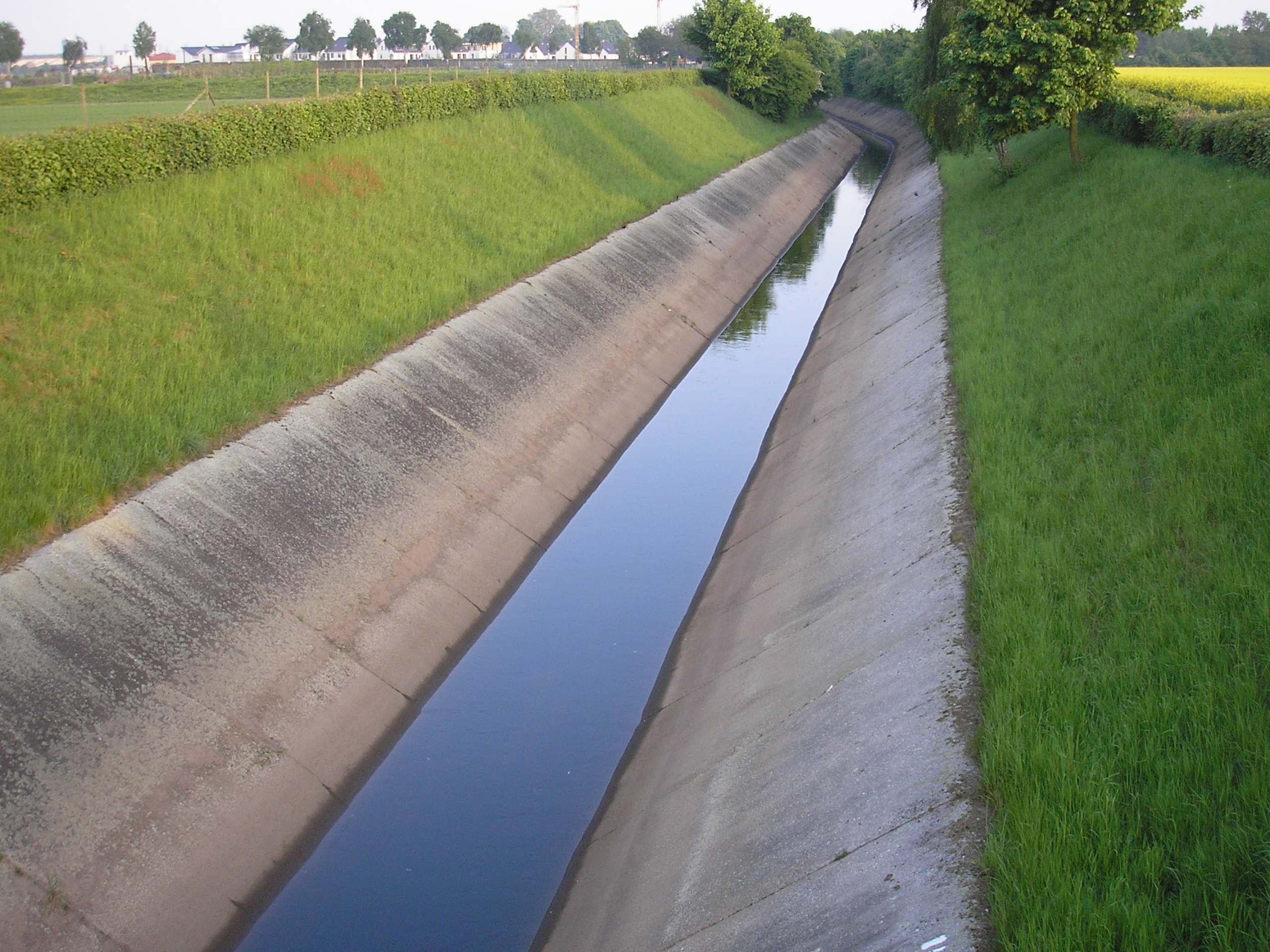
Kölner Randkanal bei Lövenich

Der eigentliche Randkanal beginnt am Auslass des Ville-Stollens in Frechen-Königsdorf. Er hat bis zur Mündung in den Rhein bei Köln-Worringen (Rhein-km 710,5) eine Länge von 19,68 km, davon 2,24 km unterirdischer Kanal, der Stollen Worringen.
1956 und 1959 wurde der südliche Randkanal, der Südkanal, von Lövenich bis Hermülheim gebaut, auf Kölner Gebiet zum Teil unterirdisch. Er steht heute im allersüdlichsten Teil vom alten bis zum neuen Hürther Klärwerk zumeist trocken. Für die Unterhaltung dieses Kanalteils besteht ein eigener Zweckverband.

## Ausgestaltung
Die oberirdisch geführten Strecken sind aus Beton mit steiler Böschung gestaltet. Obwohl diese Strecken mit einer dichten Hecke auf beiden Seiten geschützt sind, passierte es bei starker Strömung immer wieder, dass Menschen oder Tiere bei Unglücksfällen nicht mehr herausfanden. Unter den überquerenden Brücken befinden sich daher Rettungsleitern mit Schwimmern.

## Funktion als Naherholungsziel

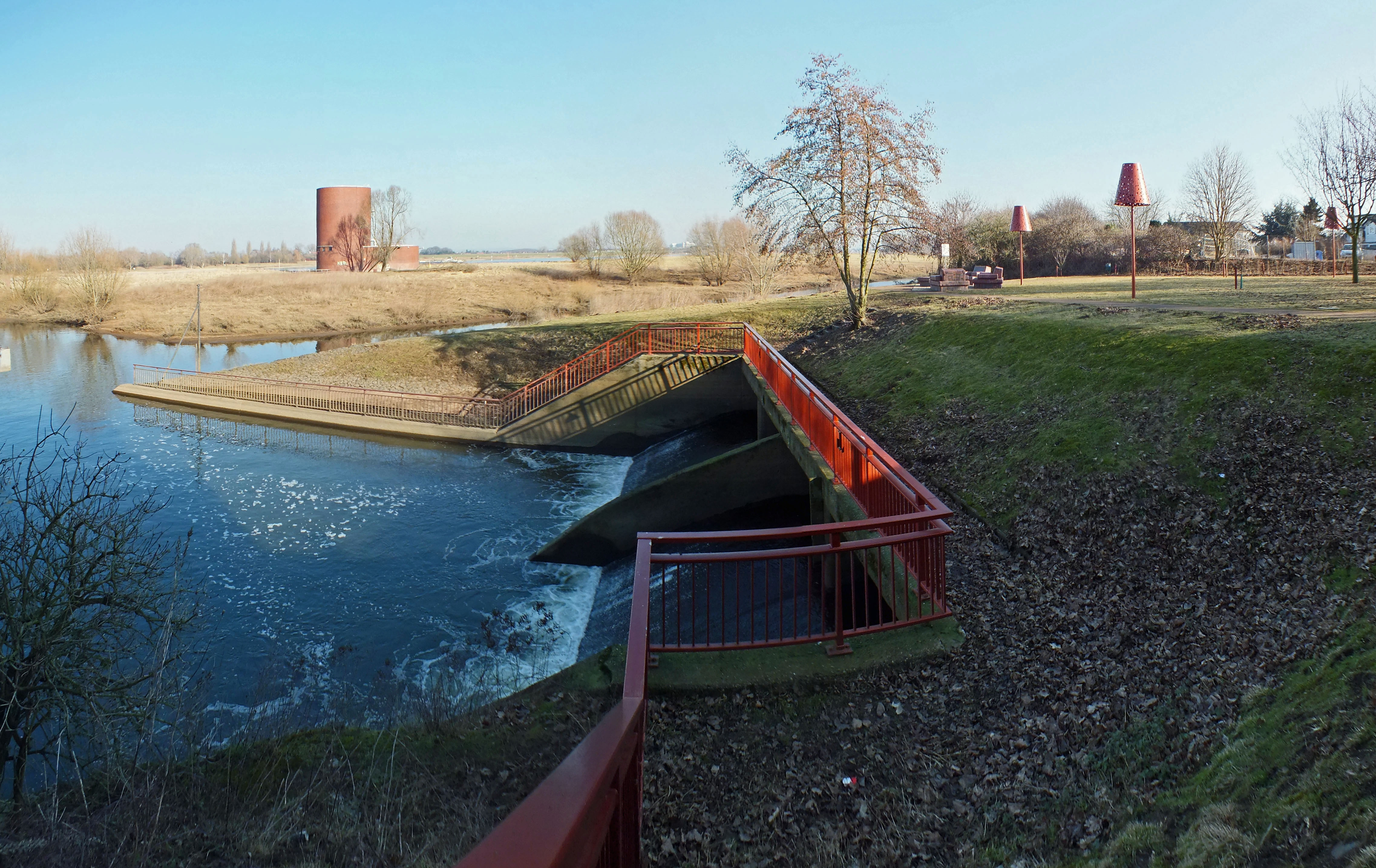
Mündungspark Alter Hafen Worringen

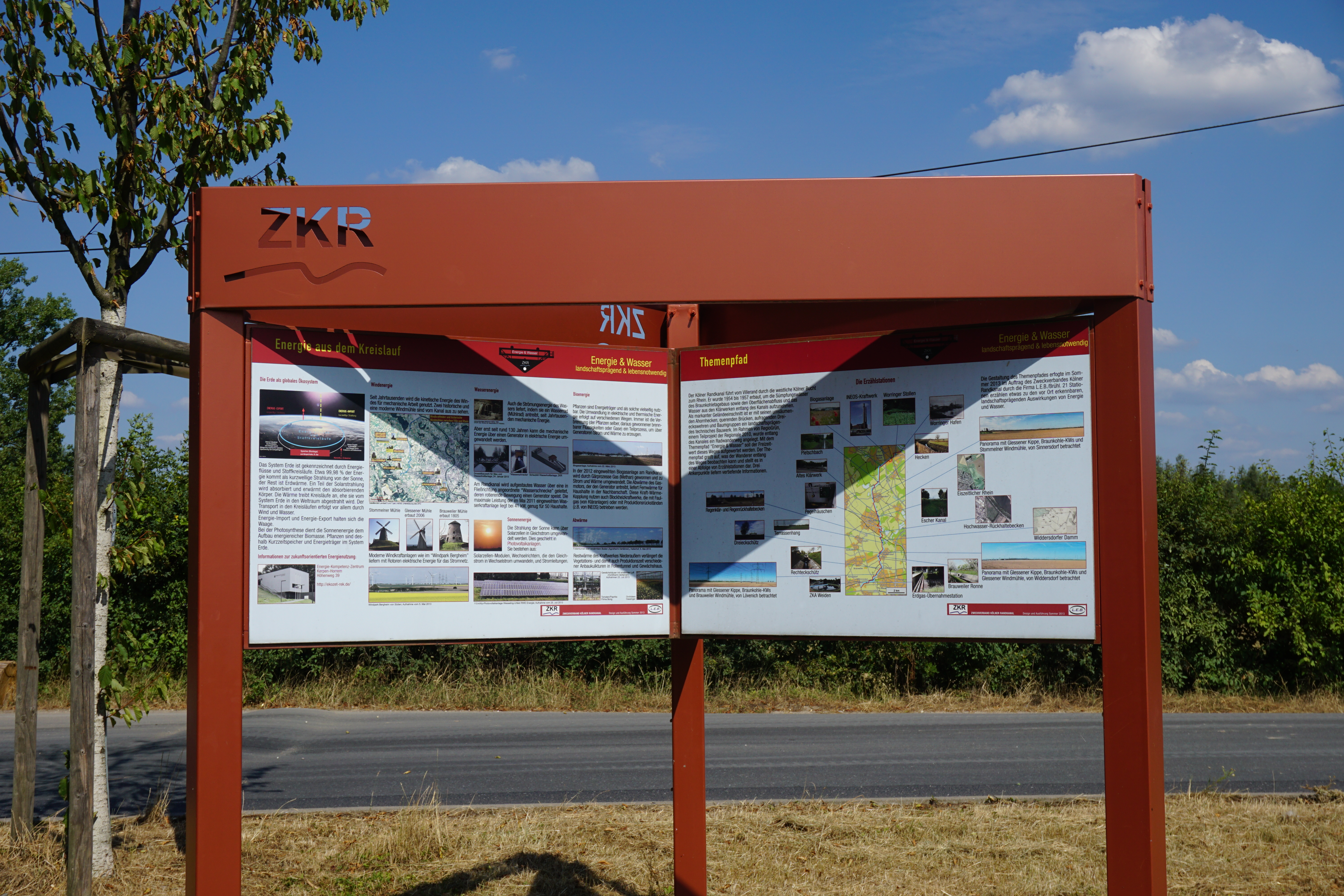
Ankerpunkt des Themenpfads „Energie & Wasser“ in Pulheim

Obwohl der Randkanal größtenteils oberirdisch verläuft, verhindert seine Anlage mit steilem, meist geradlinig geführtem Betonbett eine ökologische Integration in die Landschaft. Im Rahmen des RegioGrün-Projekts der Regionale 2010 wurden Maßnahmen durchgeführt, die dazu beitragen sollten, den Kanal stärker in die Naherholung einzubinden. Dazu wurde die Begrünung aufgewertet, Aufenthaltsmöglichkeiten wurden geschaffen und Wegeverbindungen ausgebaut.
Seit 2012 besteht eine ausgeschilderte durchgängige Radwegeverbindung entlang des Kanals von Frechen-Königsdorf bis Köln-Worringen, die an markanten Stellen mit Informationstafeln versehen ist. An der Mündung in den Alten Worringer Hafen wurde der Mündungspark angelegt, der u. a. mit einem „Wohnzimmer“ ausgestattet ist, einer in Form einer Sofa-Sitzgruppe gestalteten Möblierung aus Ziegelsteinen. Ergänzend wurde 2013 am Einlauf in den Worringer Stollen ein „Esszimmer“ in Stahlbauweise als Rastplatz für Fahrradfahrer errichtet. Im selben Jahr entstand der Themenpfad „Energie & Wasser“ mit 22 Erzählstationen und 3 Ankerpunkten, der sich ebenfalls über die komplette Länge des Randkanals erstreckt.

## Wasserkraftwerk

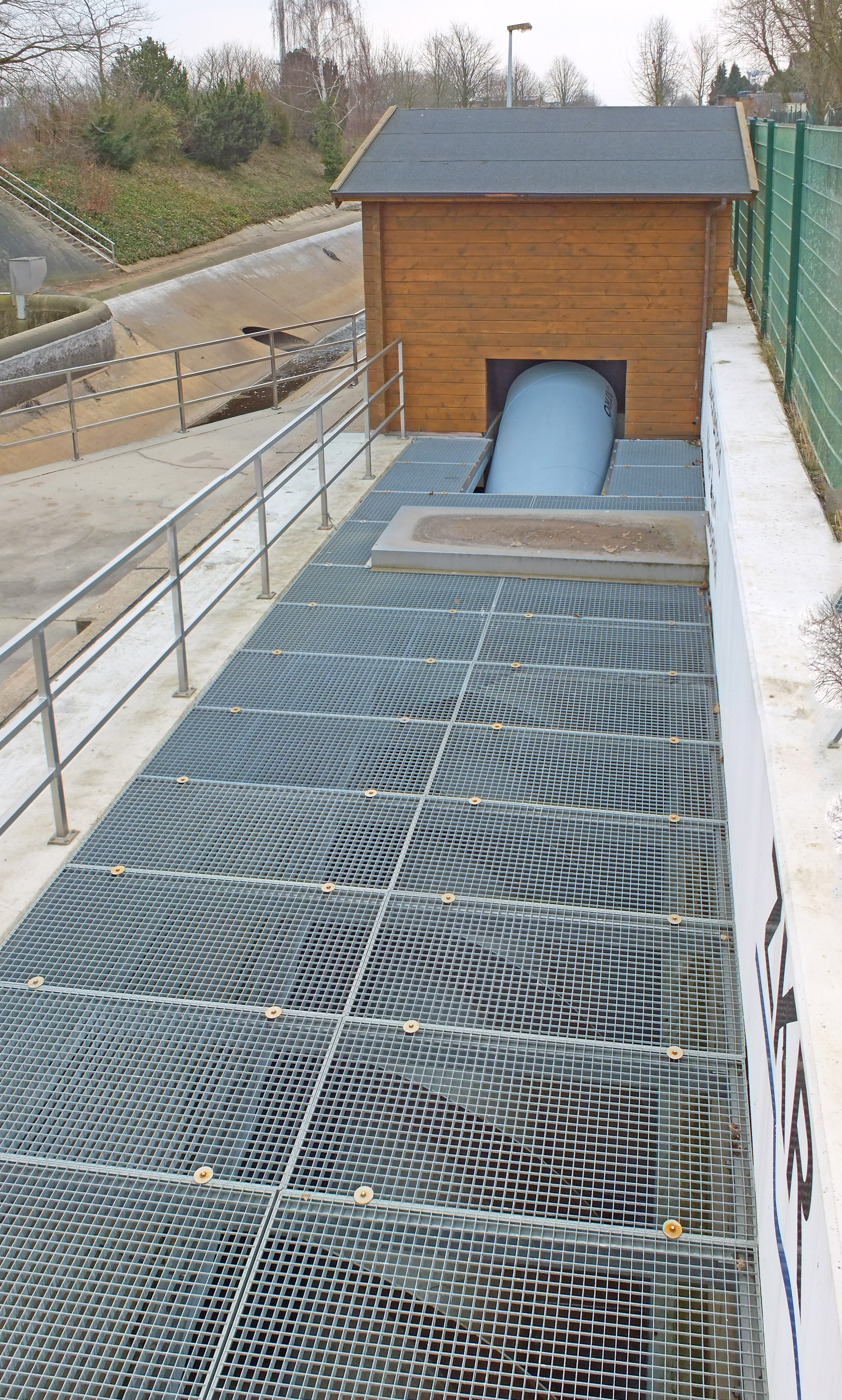
Wasserkraftwerk mit archimedischer Schraube

Im Mai 2011 wurde an der Kanalkreuzung mit der Hugo-Junkers-Straße im Gewerbegebiet Pulheim (Koordinaten) eine Wasserkraftanlage in Betrieb genommen, die vermittels einer langen Wasserkraftschnecke nach dem umgekehrten archimedischen Prinzip aus dort in einem Rückhaltebecken aufgestautem Wasser 200.000 kWh Strom pro Jahr erzeugt, der ins Netz der Rheinenergie gespeist wird. Nach 20 Jahren soll sich die Anlage amortisiert haben. Dies ist die einzige Wasserkraftanlage im Bereich der beteiligten Kreise und Kommunen.